# Comuna Ceapaievka, Șîroke
Ceapaievka (în ucraineană Чапаєвка) este o comună în raionul Șîroke, regiunea Dnipropetrovsk, Ucraina, formată din satele Ceapaievka (reședința), Dacine, Hrîhorivka, Koșove, Nadia, Novoukraiinka, Odradne, Olenivka, Podîdar, Sverdlovske, Vesela Dacea și Zaporijjea.
Până în 2002, comuna a avut reședința în satul Zaporijjea și a purtat numele acestuia. În 2002, reședința s-a mutat la Ceapaievka.

## Demografie
Componența lingvistică a satului Ceapaievka
     Ucraineană (90,04%)
     Rusă (8,28%)
     Belarusă (1,19%)
     Alte limbi (0,32%)
Conform recensământului din 2001, majoritatea populației satului Ceapaievka era vorbitoare de ucraineană (90,04%), existând în minoritate și vorbitori de rusă (8,28%) și belarusă (1,19%).